# Zoetermeer
Zoetermeer er en by i det vestlige Holland, med et indbyggertal på 125.267 (2021). Byen ligger i provinsen Sydholland. I byens centrum findes en domkirke, opført i det 18. århundrede.